# Liste der Kulturdenkmäler in Marnheim
In der Liste der Kulturdenkmäler in Marnheim sind alle Kulturdenkmäler der rheinland-pfälzischen Ortsgemeinde Marnheim aufgeführt. Grundlage ist die Denkmalliste des Landes Rheinland-Pfalz (Stand: 27. November 2018).

## Denkmalzonen
| Bezeichnung             | Lage                            | Baujahr                 | Beschreibung | Bild |
| ----------------------- | ------------------------------- | ----------------------- | --- | ---- |
| Denkmalzone Hauptstraße | Hauptstraße 50, 52, 54, 56 Lage | 18. und 19. Jahrhundert | landschaftstypische geschlossene Hofanlagen mit charakteristischen Details und rückwärtigem Scheunenrand, 18. und 19. Jahrhundert | BW   |

## Einzeldenkmäler
| Bezeichnung                  | Lage                                             | Baujahr                              | Beschreibung | Bild                           |
| ---------------------------- | ------------------------------------------------ | ------------------------------------ | --- | ------------------------------ |
| Bahnhof Marnheim             | Bahnhofstraße 23 Lage                            | 1880                                 | ehemaliger Bahnhof; dreiteiliger spätklassizistischer Putzbau, 1880; landschaftsbildprägend                                                                                                   | weitere Bilder Fotos hochladen |
| Wohnhaus                     | Hauptstraße 28 Lage                              | 1770                                 | spätbarockes Wohnhaus, teilweise Fachwerk (verputzt), bezeichnet 1770 (?) | BW                             |
| Wohnhaus                     | Hauptstraße 31 Lage                              | Anfang des 18. Jahrhunderts          | barockes Eckwohnhaus, teilweise Fachwerk, Anfang des 18. Jahrhunderts, Umbau 1750/60; straßenbildprägend                                                                                      | BW                             |
| Hofanlage                    | Hauptstraße 34 Lage                              | 18. und 19. Jahrhundert              | Hofanlage, 18. und 19. Jahrhundert; barockes Wohnhaus, teilweise Fachwerk (verputzt), Anfang des 18. Jahrhunderts, Umbau um 1770, bezeichnet 1830; überbautes Hoftor, Scheune bezeichnet 1876 | BW                             |
| Posthalterei                 | Hauptstraße 35 Lage                              | 1737                                 | ehemalige Posthalterei; Barockbau, teilweise Fachwerk (verputzt), bezeichnet 1737, 1765 und 1777; straßenbildprägend                                                                          | BW                             |
| Wohnhaus                     | Hauptstraße 36 Lage                              | drittes Drittel des 18. Jahrhunderts | spätbarockes Wohnhaus, wohl aus dem dritten Drittel des 18. Jahrhunderts | BW                             |
| Protestantisches Pfarrhaus   | Hauptstraße 53 Lage                              | 1775                                 | repräsentativer spätbarocker Mansarddachbau, bezeichnet 1775 | BW                             |
| Wohnhaus                     | Hauptstraße 71 Lage                              | um 1830                              | Wohnhaus, um 1830 | BW                             |
| Protestantische Pfarrkirche  | Kirchstraße 12 Lage                              | 1739                                 | barocker Walmdachbau, bezeichnet 1739 und 1749; spätgotischer Taufstein, Schlimbach-Orgel von 1874                                                                                            | weitere Bilder Fotos hochladen |
| Schulhaus                    | Kirchstraße 17 Lage                              | 1886                                 | stattlicher spätklassizistischer Putzbau, bezeichnet 1886, Architekt Jacob Hoerner, Kirchheimbolanden                                                                                         | Fotos hochladen                |
| Rathaus                      | Schulstraße 3 Lage                               | 1823                                 | ehemaliges Schulhaus, heute Rathaus, Post und Sparkasse; Krüppelwalmdachbau, barocke und klassizistische Motive, bezeichnet 1823                                                              | BW                             |
| Grauer Turm                  | Turmstraße ohne Nummer Lage                      | 15. oder 16. Jahrhundert             | spätgotischer Rundturm, 15. oder 16. Jahrhundert, Spitzhelm 19. Jahrhundert; ortsbildprägend                                                                                                  | weitere Bilder Fotos hochladen |
| Ruine des Pfrimmtalviaduktes | östlich des Ortes am Eingang des Zellertals Lage | 1872–74                              | ehemalige Eisenbahnbrücke; Stein- und Eisenfachwerkkonstruktion, 1872–74; landschaftsbildprägend                                                                                              | weitere Bilder Fotos hochladen |
| Hofanlage                    | Elbisheimerhof, Nr. 11 Lage                      | um 1882                              | Vierseithof, um 1882; spätklassizistischer Walmdachbau, Ökonomiegebäude mit Walmdächern | BW                             |
| Wohnhaus                     | Elbisheimerhof, Nr. 16 Lage                      | 1762                                 | spätbarocker Krüppelwalmdachbau, teilweise Fachwerk, bezeichnet 1762 | BW                             |